# Louessé
Louessé är ett vattendrag i Kongo-Brazzaville, ett biflöde till Kouilou-Niari. Det rinner huvudsakligen genom departementet Niari, i den sydvästra delen av landet, 300 km väster om huvudstaden Brazzaville. Det nedre loppet bildar gräns mellan Niari och Lékoumou.